# Aeshnomorpha

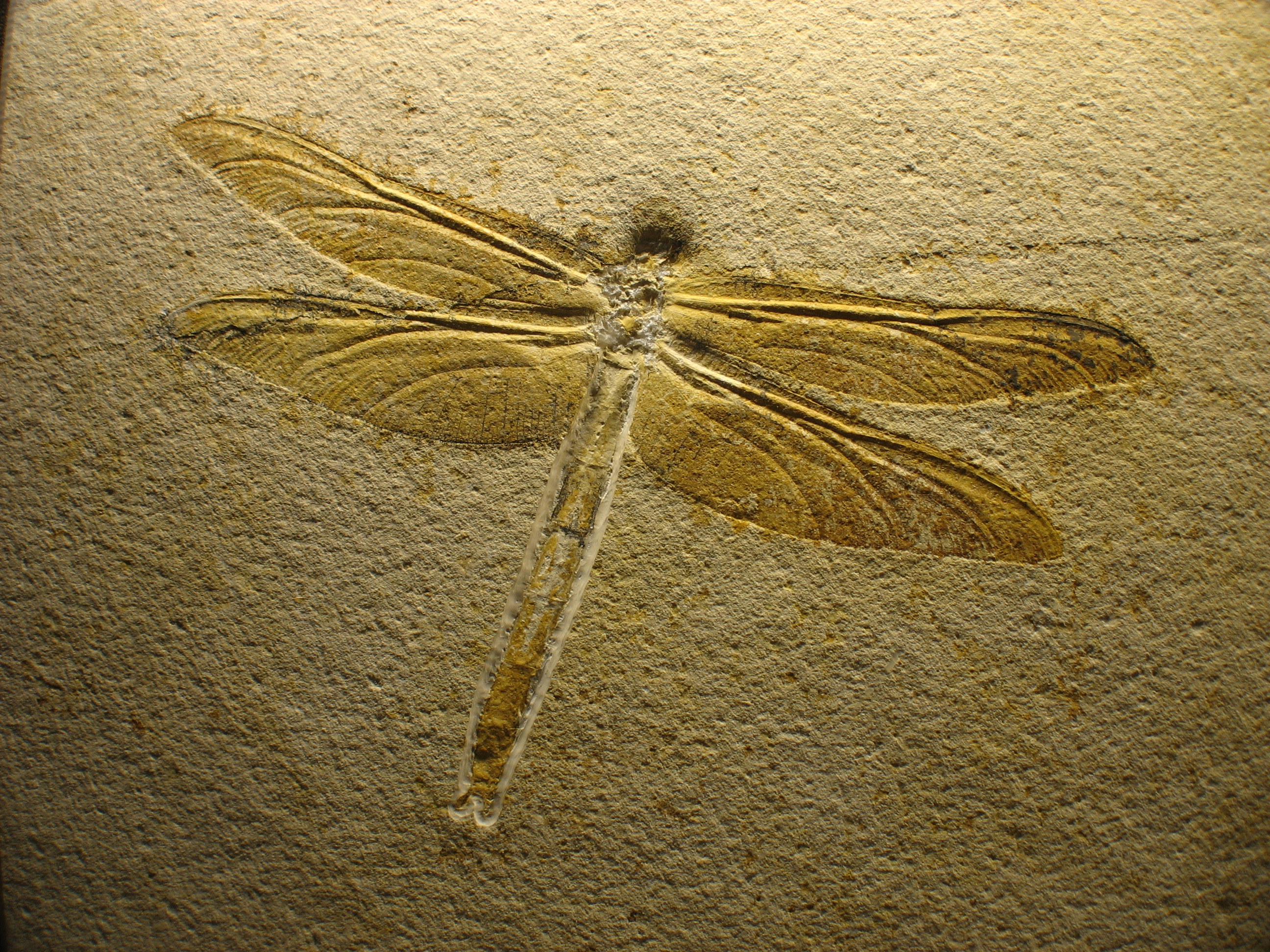
Cymatophlebia longialata z rodziny Cymatophlebiidae

Aeshnomorpha – takson ważek z podrzędu Epiprocta i infrarzędu różnoskrzydłych.

## Morfologia

### Owad dorosły
Aeshnomorpha podobnie jak inne ważki różnoskrzydłe mają głowę o dużych oczach złożonych z większymi fasetkami po stronie grzbietowej i mniejszymi po stronie brzusznej. Oczy te leżą bardzo blisko siebie, a nawet mogą się ze sobą stykać. Obecny jest w tej grupie przynajmniej mały płat intraokularny.
Tak jak u innych ważek różnoskrzydłych ich skrzydła w pozycji spoczynkowej trzymane są całkowicie rozprostowane na boki. Ich użyłkowanie charakteryzuje przynajmniej spłaszczony sektor radialny lepiej wyodrębniony niż u taksonów bardziej bazalnych. Druga gałąź żyłki radialnej tylnej jest z wyjątkiem Archipetalia i niektórych kopalnych Gomphaeschninae przynajmniej trochę pofalowana, a u Aeschnodea falowanie to ulega modyfikacji w zakrzywienie. W pierwotnym planie budowy użyłkowanie całych Aeshnoptera cechować się ma także pierwszą i drugą gałęzią żyłki radialnej równoległymi w odcinkach nasadowych i tam oddzielonymi przez pojedynczy szereg komórek oraz mniej lub bardziej pofalowanymi gałęzią 3/4 żyłki radialnej tylnej i żyłką medialną przednią – cechy te jednak wtórnie zanikły u części taksonów kopalnych oraz u Archipetalia. Trójkąty dyskoidalne u Aeshnomorpha w obu parach skrzydeł są podobnie wykształcone, rozciągnięte podłużnie. U większość przedstawicieli tej grupy hypertriangulum podzielone jest przynajmniej jedną żyłką poprzeczną.
Odwłok, z wyjątkiem rodzajów Archipetalia i Gomphaeschna, przynajmniej na grzbietowych stronach niektórych tergitów ma rozwinięte właściwe, podłużne żeberka pośrodkowe, a nie tylko ostre fałdy oskórka. W pierwotnym planie budowy odwłok samca ma wtórny aparat kopulacyjny z ostatnim segmentem pęcherzyka nasiennego (vesicula spermalis) zaopatrzonym w parzyste flagellae, krótką ligulą w kształcie litery „L” z powierzchnią przednio-brzuszną wykształconą w formie ostrej listewki rozdzielające walwy, zaopatrzoną w wydłużone, pośrodkowe wcięcie lamina anterior, blaszkowate i skierowane dośrodkowo hamuli anteriores oraz silnie zredukowane hamuli posteriores.

### Larwa
Larwy mają wystające ku przodowi oczy złożone, osiągające największą szerokość przed wysokością panewek czułkowych. Wykształcona z wargi dolnej maska ma wydłużony przedbródek. Ich przedżołądek zaopatrzony jest w małe, guzkowate płaty mające osiem lub mniej zgrupowanych w klaster ząbków. Na szczycie odwłoka mają wyraźną piramidkę analną utworzoną przez wydłużone, spiczasto zwieńczone przysadki odwłokowe, paraprokty i wyrostki epiproktów, co łączy je z innymi Neoanisoptera. Wyrostki epiproktów zwykle są na wierzchołkach rozwidlone. Z wyjątkiem Austropetaliida charakteryzują się obecnością mięśnia poprzecznego nie tylko w szóstym, ale także w piątym segmencie odwłoka, co umożliwia im poruszanie się napędem odrzutowym, dzięki gwałtownemu wypuszczaniu wody z komory rektalnej.

## Taksonomia
Takson w podobnym sensie wprowadził już w 1991 roku Hans Klaus Pfau pod nazwą Palanisoptera. Nazwa ta została jednak wykorzystana dla innego taksonu przez Hansa Lohmanna. W 1996 roku takson ten wprowadzony został przez Güntera Bechly’ego pod nazwą Aeshnata. Tu sytuacja jest podobna – Lohmann użył tej nazwy w nieopublikowanym manuskrypcie z 1995 roku oraz opublikowanej pracy z 1996 roku dla innego taksonu, odpowiadającego Aeshnodea z klasyfikacji Bechly’ego. Nazwę Aeshnomorpha wprowadzili Bechly i współpracownicy w 2001 roku. Takson ten obejmować ma wszystkie Aeshnoptera z wyjątkiem wymarłego rodzaju Cymatophlebiella i wymarłej nadrodziny Mesuropetaloidea. Filogenetyczna systematyka Aeshnomorpha według pracy Bechly’ego z 2007 roku do rangi rodziny przedstawia się następująco:
- Austropetaliida
  - Archipetaliidae
  - Austropetaliidae
- Panaeshnida
  - †Progobiaeshnidae
  - Aeshnida
    - †Cymatophlebioidea
      - †Rudiaeschnidae
      - †Cymatophlebiidae

    - Paneuaeshnida
      - †Paracymatophlebiidae
      - Euaeshnida
        - †Eumorbaeschnidae
        - Neoaeshnida
          - Gomphaeschnidae
          - Aeshnodea
            - Allopetaliidae
            - Euaeshnodea
              - Brachytronidae
              - Aeshnoidea
                - Telephlebiidae
                - Aeshnidae – żagnicowate